# Degeneracja widma
Degeneracja widma – właściwość widma operatora w przestrzeni Banacha dla której spełnione są warunki twierdzenia spektralnego, polegająca na tym, że przynajmniej dla jednej wartości własnej (tzw. zdegenerowanej wartości własnej), przestrzeń odpowiadających jej wektorów własnych nie jest jednowymiarowa.
Właściwość ta odgrywa rolę w mechanice kwantowej, gdzie odpowiada sytuacji, gdy jednej wartości danej obserwabli można przypisać więcej niż jeden stan kwantowy (zobacz degeneracja poziomów energetycznych).
Właściwość ta jest również generalizowana na niektóre nieskończenie wymiarowe przestrzenie Banacha w ramach tzw. jądrowej teorii spektralnej.